# Thermal (Kalifornien)
Thermal ist ein Census-designated place im Riverside County im US-Bundesstaat Kalifornien, Vereinigte Staaten. Der Ort liegt im Osten des Coachella Valleys. Das U.S. Census Bureau hat bei der Volkszählung 2020 eine Einwohnerzahl von 2.676 ermittelt.

## Geografie
Thermal liegt im zentralen Riverside County in Kalifornien in den USA. Die Ortschaft grenzt im Norden an Coachella und ist sonst von gemeindefreiem Gebiet umgeben.
Ungefähr 40 Kilometer nordwestlich von Thermal befindet sich Palm Springs, circa 15 Kilometer südlich der Saltonsee.
Thermal erstreckt sich auf eine Fläche von 24,479 km², die komplett aus Landfläche besteht; die Bevölkerungsdichte beträgt somit 109 Einwohner pro Quadratkilometer. Das Ortszentrum liegt sich auf einer Höhe von −42 Metern und befindet sich somit – wie der ganze Osten des Coachella Valleys – unterhalb des Meeresspiegels.

### Verkehr
Die California State Route 111 und die California State Route 86, die hier mit der California State Route 86S identisch ist, führen fast parallel zueinander durch das Ortsgebiet von Thermal Richtung Süden.
In Thermal befindet sich der Jacqueline Cochran Regional Airport, der bis zum Jahr 1998 Thermal Airport hieß.
Die ehemalige Bahnstrecke der Southern Pacific Railroad aus der Ursprungszeit der Gemeinde wird heute von der Union Pacific betrieben.

### Klima
Das Klima von Thermal und dem ganzen Coachella Valley wird von der Umgebung stark beeinflusst. Die Lage zwischen drei hohen Gebirgen in einem nach Süden abfallenden Tal führt zu einem einzigartigen, zu jeder Jahreszeit warmen Klima; die Winter können sogar die wärmsten in den USA westlich der Rocky Mountains sein. Die durchschnittliche jährliche Höchsttemperatur beträgt 31,4 °C, die Tiefsttemperatur 13,6 °C. Im Sommer sind jedoch auch Temperaturen über 42 °C üblich, in seltenen Fällen können auch 49 °C erreicht werden. Selbst in Sommernächten liegt die Tiefsttemperatur noch bei 28 °C. Die Höchstwerte am Tag liegen im Winter zwischen 20 und 30 °C. Der durchschnittliche jährliche Niederschlag bleibt meist unterhalb der 100-Millimeter-Marke, die Zahl der Sonnentage ist in der Regel über 348 pro Jahr. Die höchste jemals in Thermal gemessene Temperatur stammt vom 28. Juli 1995 und beträgt 52,2 °C, die niedrigste Temperatur wurde am 23. Dezember 1990 gemessen und beträgt −10 °C.
|                       | Jan  | Feb  | Mär  | Apr  | Mai  | Jun  | Jul  | Aug  | Sep  | Okt  | Nov  | Dez  |   |      |
| Mittl. Tagesmax. (°C) | 21,6 | 23,7 | 26,6 | 30,3 | 34,4 | 39,2 | 41,5 | 40,8 | 38,4 | 32,9 | 25,9 | 21,5 | ⌀ | 31,4 |
| Mittl. Tagesmin. (°C) | 3,6  | 5,9  | 9,1  | 12,8 | 17,1 | 20,7 | 24,3 | 24,0 | 20,3 | 14,1 | 7,1  | 3,2  | ⌀ | 13,6 |
|                       |      |      |      |      |      |      |      |      |      |      |      |      |   |      |
| Niederschlag (mm)     | 13,2 | 12,7 | 8,1  | 1,8  | 1,0  | 0,3  | 4,3  | 6,9  | 8,1  | 3,8  | 7,1  | 7,9  | Σ | 75,2 |

| 3,6 |

| 5,9 |

| 9,1 |

| 12,8 |

| 17,1 |

| 20,7 |

| 24,3 |

| 24,0 |

| 20,3 |

| 14,1 |

| 7,1 |

| 3,2 |

| 3,6 |

| 5,9 |

| 9,1 |

| 12,8 |

| 17,1 |

| 20,7 |

| 24,3 |

| 24,0 |

| 20,3 |

| 14,1 |

| 7,1 |

| 3,2 |

## Politik
Thermal ist Teil des 28. Distrikts im Senat von Kalifornien, der momentan vom Demokraten Ted Lieu vertreten wird, und des 56. Distrikts der California State Assembly, vertreten vom Demokraten V. Manuel Perez. Des Weiteren gehört Thermal Kaliforniens 36. Kongresswahlbezirk an, der einen Cook Partisan Voting Index von R+1 hat und vom Demokraten Raul Ruiz vertreten wird.